# Omicidio di Francesco Cecchin
L'omicidio di Francesco Cecchin, un militante del Fronte della Gioventù, venne commesso a Roma durante il periodo noto come anni di piombo. Nella notte tra il 28 e il 29 maggio 1979, dopo essere stato inseguito da due persone arrivate in zona a bordo di una Fiat 850, fu trovato gravemente ferito in un cortile condominiale del quartiere Trieste di Roma; morì il 16 giugno 1979 dopo diciannove giorni di coma.

## Storia

### L'omicidio
Il 28 maggio, mentre stava affiggendo manifesti del Fronte della Gioventù con altri quattro amici, Cecchin era stato coinvolto in un'accesa discussione con un gruppo di attivisti della sezione del PCI di via Montebuono. Secondo i missini, i comunisti avevano completamente ricoperto i tabelloni elettorali e li avrebbero sorpresi mentre si riprendevano gli spazi; secondo i comunisti invece, i propri manifesti sarebbero stati strappati, pertanto si fecero avanti per impedire ai missini di affiggere i propri. Scoppiò così una violenta lite nel corso della quale l'allora segretario della sezione del PCI, Sante Moretti, avrebbe minacciato Cecchin.
(Secondo la testimonianza dei ragazzi del Fronte della Gioventù.)
Intervistato numerosi anni dopo, Moretti ammise di aver minacciato i ragazzi del FDG di fargli chiudere tutte le sezioni, ma negò le minacce dirette a Cecchin.
La sera stessa Cecchin uscì con la sorella e un amico per andare a cena fuori. Mentre si trovavano in piazza Vescovio nel quartiere Trieste, fu riconosciuto da un gruppo di persone arrivate a bordo di una Fiat 850, due dei passeggeri scesero dalla vettura e cominciarono ad inseguirlo. La sorella e l'amico, rimasti separati da lui, avvertirono subito la polizia del fatto. Rincorso tra le strade della zona si diresse verso un condominio di Via Montebuono che conosceva bene poiché residenza di un amico. Non vi furono testimoni e Cecchin fu ritrovato in fondo a un parapetto alto tre metri privo di conoscenza. Dopo diciannove giorni di coma Cecchin morì il 16 giugno. Venne sepolto nella cappella di famiglia del cimitero di Nusco.

Per molto tempo da più parti si tentò di accreditare la tesi della caduta accidentale dal parapetto del cortile e solo più tardi fu appurato che si trattò invece di omicidio volontario e che il movente dell'aggressione fosse la disputa sui manifesti.

Funerale di Francesco Cecchin

### Eventi successivi
La sera stessa della morte, due bombe a mano SRCM Mod. 35 furono lanciate dentro una sezione del PCI, ferendo 24 persone; con una telefonata anonima i Nuclei Armati Rivoluzionari rivendicarono l'attentato come vendetta per la morte del giovane e, con un volantino, emisero una sentenza di morte all'indirizzo di Sante Moretti.
I militanti della sezione del MSI del quartiere Trieste-Salario chiesero a Nazzareno De Angelis, leader di Terza Posizione, di disegnare un manifesto commemorativo da stampare con i poveri mezzi della sezione missina. Per intervento di Gianfranco Fini, all'epoca segretario nazionale del FDG furono però messe a disposizione le rotative del Secolo d'Italia per la stampa e così centinaia di manifesti furono affissi a Roma.

## Indagini e processo
Per la questione dell'automobile fu indagato il militante comunista Stefano Marozza che, per sua stessa ammissione, aveva preso parte alla lite scoppiata in piazza Vescovio per i manifesti e risultava proprietario di una Fiat 850 bianca come quella dalla quale scesero gli aggressori. Il suo alibi crollò quando dichiarò che aveva passato la serata con un amico al cinema Ariel dove era andato a vedere il film Il vizietto, ma l'amico stesso lo smentì e il film in proiezione non risultò quello indicato. Inoltre secondo alcune testimonianze la vettura venne indicata presso il luogo dell'agguato ancora alle 23.40 mentre Marozza sosteneva di essersi allontanato in macchina alle 21.30. Marozza fu arrestato il 1º luglio 1979 con l’accusa di concorso in omicidio. Con un referto del 21 novembre 1979 i periti esclusero che le ferite ritrovate sul corpo di Cecchin potessero provare con certezza che Cecchin fosse stato picchiato prima di precipitare. Sulla serietà della perizia la stessa Corte d'Assise manifestò grandi perplessità, anche se il 24 gennaio 1981 Marozza fu comunque assolto per non aver commesso il fatto.
La sentenza del processo non individuò i colpevoli ma sostenne che Francesco Cecchin fu aggredito e scaraventato giù dal muretto (forse già svenuto) con la chiara intenzione di ucciderlo, come ribadito nella Sentenza della Corte d'Assise di Roma:
(Dalla sentenza del 23 gennaio 1981)
Il processo assolse l'unico imputato precisando che le responsabilità non potevano essere accertate a causa di una serie di gravi negligenze nelle indagini ed ipotizzando, senza peraltro darne poi seguito, eventuali responsabilità degli inquirenti.
(Dalla sentenza del 23 gennaio 1981)

## Commemorazioni

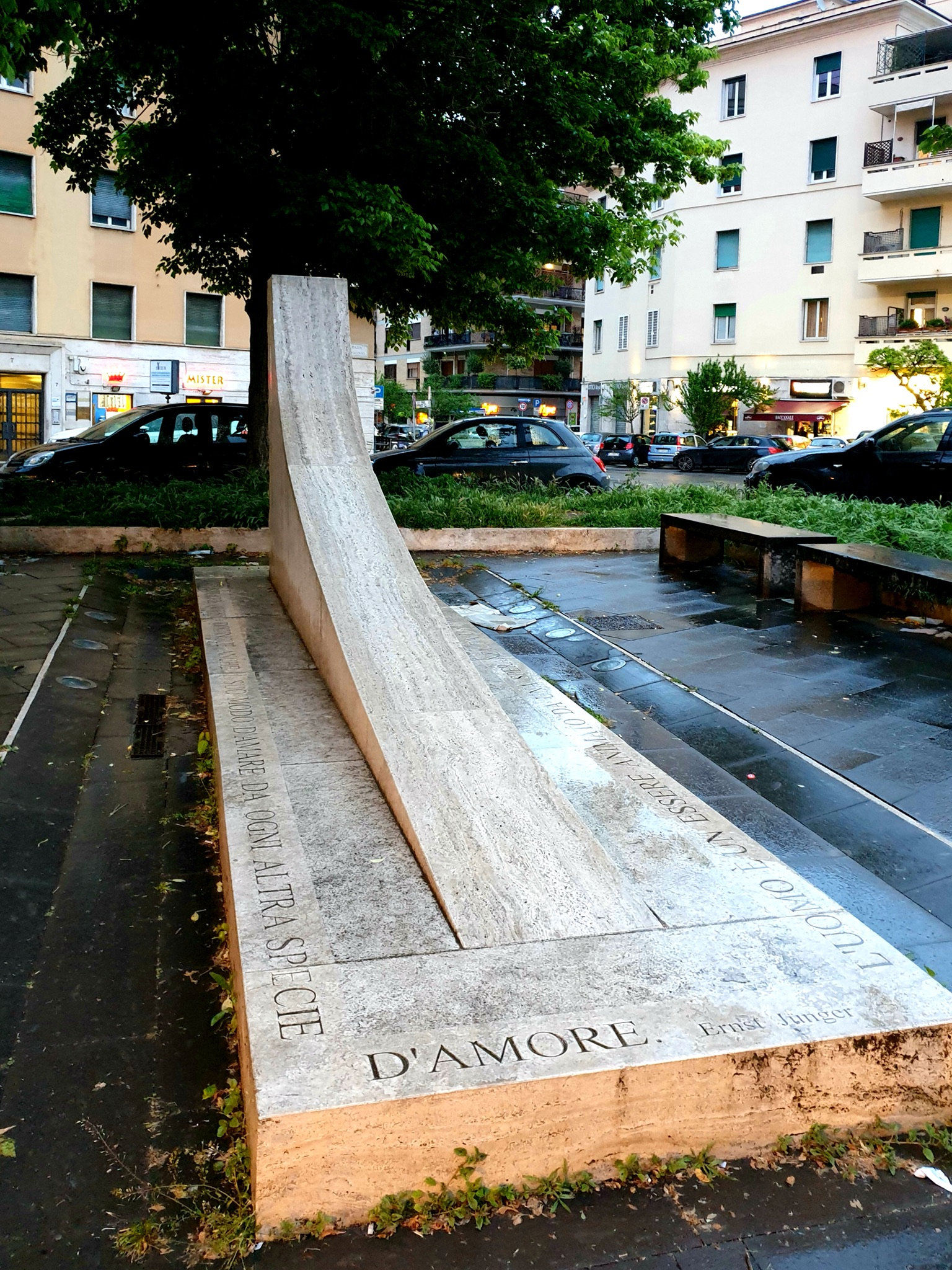
Stele a Francesco Cecchin a Roma, Piazza Vescovio, eretta nel 2011

- A trent'anni dalla morte, il 17 giugno 2009, il sindaco di Roma, Gianni Alemanno, deponendo una corona di fiori per l'anniversario della morte, ha lanciato la proposta di intitolargli una via di Roma,[14] aggiungendo la richiesta che Cecchin sia inserito, da parte del presidente della Repubblica, nell'elenco delle vittime del terrorismo.[15]
- Il 16 giugno 2011 il Comune di Roma ha intitolato un giardino pubblico in suo nome a piazza Vescovio a Roma. "Vittima della violenza politica", recita la scritta nel parco, a pochi metri dal parapetto su cui perse la vita.
- Inoltre, per volere del Comune di Roma, fu eretta anche una stele sempre in piazza Vescovio a Roma in memoria di Cecchin tra le proteste del Partito Democratico[16], scelta invece difesa dal Centro-destra.